# Тезауро, Эмануэле
Эмануэле Тезауро (итал. Emanuele Tesauro; 3 января 1592, Турин — 26 февраля 1675, Турин) — итальянский писатель, философ, историк и драматург.

## Биография
Э.Тезауро родился в столице Пьемонта Турине, в зажиточной дворянской семье. В двадцатилетнем возрасте он вступает в Общество Иисуса (иезуитов). После получения высшего образования Тезауро — профессор риторики в университетах Кремоны и Милана. В этих городах учёный проявляет себя также как одарённый и популярный проповедник. К этому времени (1618—1621) относятся и первые его литературные пробы — он сочиняет эпиграммы (которые, впрочем, публикует в более позднее время) и пишет первую трагедию Hermengildus (Эрменгильдо).
Приехав в Неаполь, Э.Тезауро проводит занятия по теологии, из-за содержания которых вступает в конфликт с рядом членов своего ордена. В 1623 году он уезжает в Милан, где продолжавет заниматься теологией; здесь также он пишет Giudicio и трактат о выборе девизов для дворянских гербов Idea delle perfette imprese. В 1634 году Тезауро покидает орден иезуитов, однако сохраняет священнический сан. Был придворным воспитателем детей герцога Савойского Карла Эммануила II, в связи с чем некоторое время жил во Фландрии.
В 1670 году Э.Тезауро выпускает первое собрание своих сочинений в туринском издательстве Заватто (Zavatto), в котором напис……́́анные им на латинском языке драматические произведения он перевёл на итальянский.

## «Подзорная труба Аристотеля»
Центральным трудом в творчестве Э.Тезауро было изданное в 1654 году сочинение «Подзорная труба Аристотеля» (Il cannochiale aristotelico). «Подзорная труба» является одним из крупнейших литературоведческих трудов эпохи барокко и включает в себя разработку теории риторики, в том числе метафор, изучение антропологических корней такого явления, как остроумие, и др. С постоянной оглядкой на «Риторику» Аристотеля, Тезауро сообразует все возможные формы человеческого самовыражения с развитием метафорического, художественного языка. Целью учёного и писателя в этой своей работе является дать революции поэтического, художественного языка, начатой Джамбаттиста Марино, теоретическую основу.

## Избранные работы
- Il cannochiale aristotelico (1654, расширенное издание 1670)
- Ermenegildo, Edippo, Ippolito (1621) — классические трагедии на латинском языке.
- L’Idea delle perfette imprese (1622) — теоретическая работа по геральдике
- Il Giudicio (1625) — предварительный вариант для Canocchiale
- Panegirici sacri (1633, erschienen 1659) — духовная и светская лирика
- Inscriptiones (erschienen 1670) — современная латинская эпиграмма
- Filosofia morale (1670) — теоретическая работа по философии морали
- I Campeggiamenti (1674) — история войны Пьемонта с Испанией
- L’arte delle lettere missive (1674) — трактат по эпистолярному искусству

Э.Тезауро также начал сочинение по истории Турина, однако не успел его завершить. Эта работа была закончена уже после его смерти Ферреро (1679).

## Издания
- Тезауро Э. Подзорная труба Аристотеля. Пер. Е. А. Костюкович. — Спб.: Алетейя, 2002. — 384 с.
- Emmanuele Tesauro: Il Cannocchiale Aristotelico. Издание August Buck. Bad Honmburg, Berlin und Zürich 1968.
- Тезауро, Эммануеле (1591 - 1677) - Философия нравоучительная / Сочиненная графом и Большаго креста Малтизским кавалером Эммануилом Тезауром благоурожденным туринцом ; Переведенная с италианскаго языка статским советником Стефаном Писаревым, и коллежским ассесором Георгием Дандолом. В 2 частях 1765. Санкт-Петербург